# Takeshi Kaneshiro
Takeshi Kaneshiro (Taipei, Tajvan, 11. listopada 1973.) - tajvanski i japanski glumac i pjevač. Prvo je postao poznat kao pjevač i ubrzo nakon toga kao glumac. Među poznatijim filmova u kojima je glumio je kineski film Kuća letećih bodeža. 
Njegova majka je Tajvanka, a otac Japanac. Pohađao je američku školu, gdje je naučio engleski jezik. Govori i mandarinski kineski, kantonski i japanski jezik.
Godine 1992., debitirao je kao pjevač pod imenom Aniki, što znači "veliki brat" na japanskom. Pjeva uglavnom ljubavne pjesme na mandarinskom kineskom i kantonskom jeziku.
Glumio je u velikom broju azijskih filmova, od kojih su najpoznatiji Kuća letećih bodeža (2004.) i Možda ljubav (2005.)

## Filmografija
- Wu Xia (2011.)
- The Battle of Red Cliff II. (2009.) kao Zhuge Liang
- K-20: Legend of the Mask  (2008.)
- The Battle of Red Cliff (2008.) kao Zhuge Liang
- Accuracy of Death/ Suwito rein:Shinigami no seido (2008.) kao Chiba
- The Warlords (2007.) kao Jiang Wuyang
- Confession of Pain (2006.) kao Bong
- Možda ljubav (2005.)
- Kuća letećih bodeža (2004.)
- Turn Left, Turn Right (2003.)
- Returner (2002.)
- Lavender (2000.)
- Space Travelers (2000.)
- Tarzan (1999.) kao Tarzan (glas)
- Tempting Heart (1999.)
- Sleepless Town (1998.)
- Anna Magdalena (1998.)
- Too Tired to Die (1998.)
- First Love: The Litter on the Breeze (1997.)
- The Odd One Dies (1997.)
- Downtown Torpedoes (1997.)
- Hero - The Legend (1997.)
- The Jail In Burning Island (1997.)
- Misty (1996.)
- Dr. Wai in "The Scripture with No Words" (1996.)
- Lost and Found (1996.)
- Forever Friends (1996.)
- The Feeling of Love (1996)
- Trouble Maker (1995.)
- School Days (1995.)
- China Dragon (1995.)
- Forever Friends (1995.)
- Fallen Angels (1995.) - kao He Zhiwu
- Young Policemen in Love (1995.)
- No Sir (1994.)
- The Wrath of Silence (1994.)
- Don't Give a Damn (1994.)
- Mermaid Got Married (1994.)
- Chungking Express (1994.) - kao He Zhiwu, Cop 223
- Heroic Trio 2: Executioners (1993.)

## Diskografija
| Godina | Album                                 | Izdavačka kuća    |
| ------ | ------------------------------------- | ----------------- |
| 1992.  | Heartbreaking Night (分手的夜裡)      | Philips, Polygram |
| 1993.  | Just You and Me (只要你和我)          | Philips, Polygram |
| 1993.  | Reliable Best Friend (可依靠的好朋友) | --                |
| 1994.  | Tender Superman (溫柔超人)            | Philips, Polygram |
| 1994.  | Ideal Lover (標準情人)                | EMI               |
| 1994.  | Missed Date (失約)                    | EMI               |
| 1995.  | For My Beloved (給我心愛的人)         | EMI               |
| 1995.  | Secretly Drunk (偷偷的醉)             | EMI               |
| 1996.  | No Matter How Hard (多苦都願意)       | EMI               |
| 1996.  | Memories (精選集 Memories)            | --                |
| 1998.  | Best Collection (金城武的精選歌集)    | --                |